# Río Yarán
El río Yarán (en ruso: Яра́нь; en mari: Яраҥ) es un río del óblast de Kírov, en Rusia, afluente por la derecha del Pizhma, que es afluente del Viatka, lo que le incorpora a la cuenca hidrográfica del Volga.
Sus principales afluentes son el Lipianka, el Lamba, el Urtma, el Shoshma (por la izquierda), el Lum y el Usla (por la derecha).
Sobre las orillas del Yarán se encuentra la ciudad de Yaransk.